# Werner Landmann
Werner Landmann (* 13. September 1929) ist ein ehemaliger deutscher Fußballspieler. 1959 und 1960 spielte er mit der BSG Chemie Zeitz in der DDR-Oberliga, der höchsten Spielklasse im DDR-Fußball.

## Sportliche Laufbahn
Seine Laufbahn im höherklassigen Fußball begann Werner Landmann als 23-Jähriger in der Saison 1952/53 bei der Betriebssportgemeinschaft (BSG) Chemie Zeitz in der zweitklassigen DDR-Liga. In den 24 Punktspielen wurde 14-mal eingesetzt. In der folgenden Spielzeit 1953/54 hatte er mit 23 Einsätzen bei 26 DDR-Liga-Spielen bereits einen Stammplatz erobert. Diesen konnte er bis 1958 (Kalenderjahrsaison) behaupten, denn in diesen vier Spielzeiten fehlte er jeweils nur bei einem Punktspiel. Dabei war er jedes Mal als Torschütze erfolgreich, er erzielte insgesamt acht Treffer. 1958 stiegen die Zeitzer in die DDR-Oberliga auf, Landmann war in seinen 25 Einsätzen stets als Verteidiger eingesetzt worden und hatte zwei Tore erzielt. Die BSG Chemie konnte sich zwei Spielzeiten lang in der Oberliga behaupten. 1959 wurde Landmann in allen 26 Punktspielen eingesetzt, wobei er von Trainer Werner Wagner in der Abwehr, im Mittelfeld wie auch im Angriff aufbot. Mit seinen fünf Treffern stellte er einen persönlichen Torrekord auf. Sein zweites Oberligajahr begann Landmann als Stürmer, wurde vom sechsten Spieltag aber ständig als Verteidiger eingesetzt. Da er mehrere Spieltag verletzt fehlte, kam er nur auf 22 Einsätze und blieb ohne Torerfolg. 1961 wurde der DDR-Fußball wieder auf den Sommer-Frühjahr-Spielrhythmus umgestellt. Da Chemie Zeitz in die DDR-Liga abgestiegen war, mussten dort zwischen März 1961 und Juni 1962 39 Runden ausgetragen werden. Nachdem Landmann in dieser Spielzeit nur 16 Punktspiele bestreiten konnte, kam er in der Saison 1962/63 nur noch in einem DDR-Liga-Spiel zum Einsatz. Er wurde auch nicht im Endspiel um den DDR-Fußballpokal aufgeboten, das Zeitz als Zweitligist 1963 überraschend erreicht hatte, aber mit 0:3 gegen Motor Zwickau verlor. Im Sommer 1963 beendete Werner Landmann seine Laufbahn als Leistungsfußballer, nachdem er innerhalb von zehn Spielzeiten in der DDR-Liga und Oberliga 202 Meisterschaftsspiele absolviert und dreizehn Tore erzielt hatte.

## Anmerkung
1. ↑  Zahlreiche Quellen nennen ein falsches Geburtsdatum (12. September 1941). Dieses Datum bezieht sich tatsächlich auf seinen Mitspieler in Zeitz namens Klaus Landmann (s. Sportecho, Saisonvorschau, 18. März 1960).

| Personendaten    | Personendaten            |
| ---------------- | ------------------------ |
| NAME             | Landmann, Werner         |
| KURZBESCHREIBUNG | deutscher Fußballspieler |
| GEBURTSDATUM     | 13. September 1929       |